# カーボンフリーコンサルティング
カーボンフリーコンサルティング株式会社は、神奈川県横浜市に本社を置く環境に関するコンサルティングファーム。

## 概要

### 歴史
シティバンク、エヌ・エイ(Citibank, N. A.)金融商品開発部部長、ゴールドマン・サックス証券ヴァイスプレジデント、クレディ・スイス証券金融商品開発部長、バンク・オブ・アメリカ証券法人営業本部長を歴任した中西武志によって2007年に設立。

### 事業内容
国内コンサルティング事業
環境に関するコンサルティングサービスを省庁や自治体、企業へ提供。省庁や自治体向けには政策や条例、企画、調査などの分野、企業向けには、省エネコンサルティングやコーズマーケティングなどを実施。創業時より排出権取引やカーボンオフセットに関する事業に関わっており、現在でも経済産業省など省庁からJ-クレジット等の活用推進などの委託事業を直接請け負っている。
開発コンサルティング事業
水ビジネスや海外における開発コンサルティング事業を展開。独立行政法人国際協力機構（JICA）や外務省の事業の採択実績があり、ペルーにおける天然資源を活用した水質浄化事業調査、同ペルーにおける医療系廃棄物適正処理事業調査（中小企業連携促進）、ケニアにおける医療廃棄物適正処理事業調査、フィリピンにおける資源循環推進事業創出に関する調査などを実施。海外展開においては、これらの環境分野の他、産業インフラ設備検査などの事業もコンサルティングを実施している。

## スポンサー活動
スポーツクラブ
- 横浜FC - 横浜FCエコパートナー[11]

トレイルランニング
- 伊勢の森トレイルランニングレース2014 -　企業スポンサー[12]

## 参考資料
- "まちかど情報室". NHKニュースおはよう日本. 24 April 2008. NHK総合。
- . フォーブス (雑誌)日本版. (2008年10月)
- “エコタウンを目指して”. 日経新聞. (2010年3月30日)